# Michael Wladika (Philosoph)
Michael Wladika (* 22. April 1967 in Wien) ist ein österreichischer römisch-katholischer Philosoph sowie Hochschullehrer und Dekan der Katholischen Hochschule ITI in Trumau.

## Leben
Michael Wladika wurde 1967 in Wien geboren und besuchte von 1973 bis 1977 die Volksschule in Dornbirn und von 1977 bis 1985 das Bundesgymnasium Dornbirn, wo er maturierte. Anschließend absolvierte er Studien der Philosophie und Anglistik an der Universität Wien, wo er 1991 zum Magister der Philosophie spondiert wurde. 1995 wurde er zum Doktor der Philosophie promoviert (Dissertation über „Selbstgewissheit und Gotteserkenntnis“). In der Folge war er als wissenschaftlicher Assistent für Philosophie an den Universitäten Heidelberg und Wien tätig. Im Juli 2004 erfolgte die Habilitation in Philosophie an der Universität Wien. Von 2006 bis 2009 war er als Privatdozent im Fachbereich Philosophie an der Theologischen Fakultät der Universität Heidelberg tätig. Seit September 2009 ist er Professor für Philosophie an der Katholischen Hochschule ITI in Trumau. Im Jahr 2020 wurde er zum Ordentlichen Professor ernannt und übernahm zugleich den Lehrstuhl für Christliche Philosophie. Darüber hinaus ist er Universitätsdozent am Institut für Philosophie der Universität Wien sowie Gastprofessor für Philosophie an der Philosophisch-Theologischen Hochschule Benedikt XVI. in Heiligenkreuz. Seit August 2023 fungiert er zudem als Dekan und Vizerektor der Katholischen Hochschule ITI in Trumau.

## Forschungsschwerpunkte
Wladika gilt als Experte für die Philosophie Platons und befasst sich auch mit der Philosophie von Descartes sowie des Deutschen Idealismus. Er hat verschiedene Fachtagungen organisiert, die sowohl philosophische als auch theologische Themen umfassen.

## Publikationen (in Auswahl)
- Selbstgewissheit und Gotteserkenntnis, Wien 1995
- Kant in Hegels ‘Wissenschaft der Logik’, Frankfurt/M. 1995.
- Herausgeber (gemeinsam mit Max Gottschlich): Dialektische Logik. Hegels ‘Wissenschaft der Logik’ und ihre realphilosophischen Wirklichkeitsweisen.[4] Gedenkschrift für Franz Ungler, Würzburg 2005.
- „Fichtes Anweisung zum seeligen Leben: Seyn soll Person seyn“,[5] in: Gedachter Glaube, hrsg. M. Wladika, Würzburg 2005, 39–64.
- Breite des Ichs. Systematische Studien zu Descartes, Würzburg 2007.
- (Hg.), Gedachter Glaube. Festschrift für Heimo Hofmeister, Würzburg 2005
- Moralische Weltordnung, Selbstvernichtung und Bildwerden, seliges Leben: Johann Gottlieb Fichtes Religionsphilosophie, Würzburg 2008
- Nivellierung, Prinzipialisierung und Revolutionierung von Erfahrung. Formen neuzeitlichen Denkens, Würzburg 2007.
- Moralische Weltordnung, Selbstvernichtung und Bildwerden, seliges Leben. Johann Gottlieb Fichtes Religionsphilosophie, Würzburg 2008.
- Gotteserkenntnis und Weltverantwortung, Würzburg 2011
- (Hg.), Intellektualität und Gnade? Das Aufeinandertreffen von Platonismus und Christentum, Würzburg 2016
- „Platonismus und was ihn transzendiert: St. Augustinus: Dämonen, Engel, der Gottmensch“: in: Intellektualität und Gnade?, hrsg. M. Wladika, Würzburg 2016, 119–136.
- Von Platon bis Rilke. Aufsätze zur Geschichte der Philosophie, Würzburg 2016.
- „Liberum arbitrium voluntatis post lapsum – eine akademische Illusion? Augustinus` Lehre von dem freien und von dem befreiten Willen“, in: Von Platon bis Rilke, Würzburg 2016, 72–88.
- „Virtues. The Aristotelian-Thomistic Line of Thinking“, in: Virtue Ethics: Retrospect and Prospect, hrsg. E. Grimi, Cham 2019, 27–42.
- „Doctrina Platonica et Neoplatonica paulatim Christianae redduntur. Paulus und Augustinus“, in: Fides et Ratio im Kontext: Theologische und philosophische Annäherungen, hrsg. A. Jani u. B. Mezei, Nordhausen 2020, 48–64.
- „Only a God Radically Not of This World Saves“, in: Die Zukunft der Religion in säkularen Gesellschaften / The Future of Religion in Secular Societies, hrsg. Chr. Machek, St. Ottilien 2021, 143–150.
- „Thinking the Family. Some Lines in 20th-Century Philosophy“, in: Forum Teologiczne vol. XXII, Olsztyn 2021, 7–19.
- „Plotinus and St. Augustine: Love as Unifier, Love as Triunifier“, in: Verbum. Revista de Teología Catolica, Jahrgang II, Bukarest 2021, 35–46.
- „Augustinus' Gottesbegriff. Die radikale Transzendenz des Einen und dessen Pluralisierung in Drei“, in: Das kirchliche Amt im Licht der Gottesfrage – Orient und Okzident im Dialog, hrsg. M. Hastetter, G. Lomidze und W. Wladika, St. Ottilien 2023, 25–40.
- „Missio et Humilitas. St. Irenäus und St. Augustinus zur Wichtigkeit der Vielen“, in: Christus verkünden. Zum missionarischen Charakter des Evangeliums. Festschrift für Karl Josef Wallner, hrsg. M. Heim, W. Buchmüller und G. Wozniak, Regensburg 2024, 139–141.